# Yvonne Récamier
Pour les articles homonymes, voir Récamier.
Yvonne Récamier, née le 26 août 1888 à Virignin et décédée le 2 septembre 1949 à Cressin-Rochefort est une peintre aquarelliste du Bugey et de l'école Lyonnaise.

## Biographie
Yvonne Récamier nait en 1888 dans le Bugey, où la Famille Récamier est fortement implantée. Ainsi Yvonne Récamier est la descendante d'Anthelme Récamier, célèbre chirurgien, et l'arrière-petite nièce de Juliette Récamier, écrivaine. Son père Laurent Récamier (1861-1951) est avocat à Lyon.
Depuis son plus jeune age elle démontre une très bonne maitrise du dessin et en particulier de l'aquarelle. Elle peint principalement des paysages du Bugey ou de vues de Lyon. Le réalisme de ses paysages du terroir permet de révéler la variété des sites de l'Ain, la richesse botanique ou la sensibilité des lumières. Elle perfectionna sa technique des couleurs à Lyon auprès d'Eugène Villon.
Yvonne Récamier fut membre de la société des aquarellistes Lyonnais et du Salon des Artistes Français, pour lesquels elle exposa. Elle est parfois référencée (par erreur) sous le nom de Gabrielle Récamier.
Elle meurt accidentellement le 2 septembre 1949 et repose dans le cimetière familial de Cressin-Rochefort.

## Expositions
- 1913: Palais Municipal des Expositions, Quai de Bondy, Lyon[3]

- 1913: Palais Municipal des Expositions, Quai de Bondy, Lyon[4]

- 1913: Palais Municipal des Expositions, Quai de Bondy, Lyon[5]
- 1995: Musée départemental du Bugey-Valromey, Lochieu, Ain[6]

## Œuvres
- Musée départemental du Bugey-Valromey :
  - Vue d'un pont sur l'Ain. Aquarelle[7]
  - Lac de St Champs. Aquarelle[7]

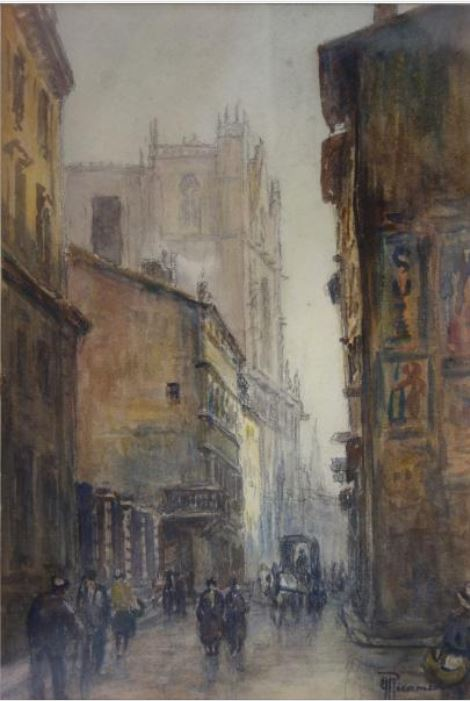
Rue St Jean à Lyon
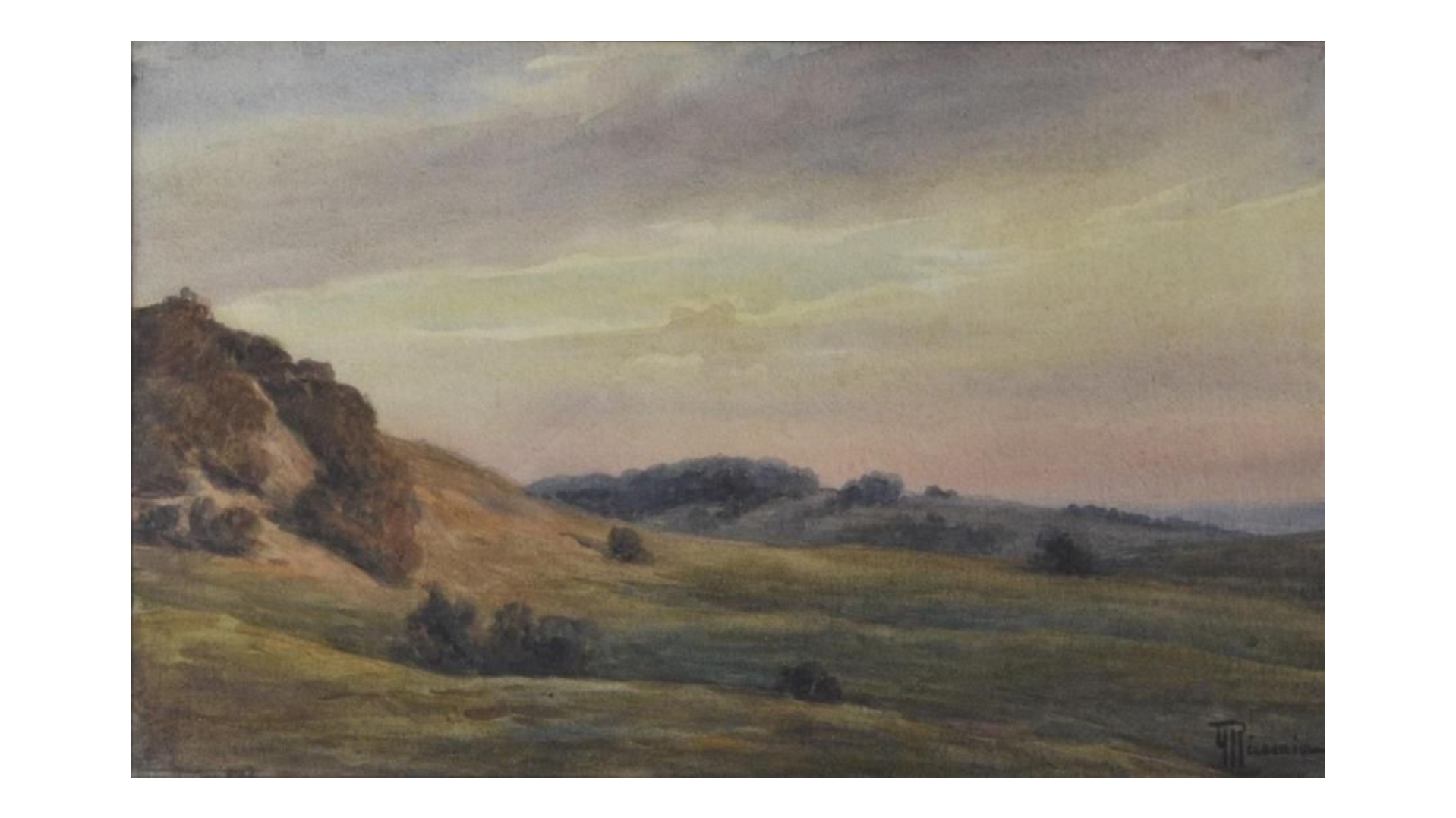
Paysage du Bugey

- Rue St Jean à Lyon
- Paysage du Bugey